# 雑劇
雑劇（ざつげき）とは、中国の古典的な演劇である戯曲形式の一つ。主として北方系の曲調である北曲を用い、宋・元時代において隆盛した。ただし、「雑」とあるようにさまざまな時代や地域のものを含む。一般には多く元雑劇（元人雑劇）のことを指す。雑劇は曲（うた）・科（しぐさ）・白（せりふ）を伴った歌劇の一種である。

## 雑劇の種類
- 宋雑劇
- 院本 - 金・元・明で行われた風刺寸劇。
- 元雑劇 - 元曲
- 温州雑劇 - 戯文（南戯）の源流とされる浙江省温州（当時は永嘉）の地方劇。永嘉雑劇とも。
- 南雑劇 - 明中葉以降に現れた。南北曲を兼用することが多く、輪唱や合唱がなされた。篇の幅は1折から10余折で短い伝奇に類似する。
- 水滸劇 - 小説水滸伝の現存本より古い内容の劇
- 西遊雑劇 - 小説西遊記の現存本より古い内容の劇
- 三国志雑劇 - 三国平話、三国志演義より古い内容の劇